# Farba
Farba, em mandinga, ou farma, em songai, foi um oficial do Império do Mali. Comumente o termo é traduzido como "chefe" ou "governador", mas seus titulares ocupavam uma ampla gama de funções. Ibne Batuta, por essa razão, utilizou o termo naíbe (nā'ib), "deputado, representante", como seu equivalente.